# Els Banys de la Presta

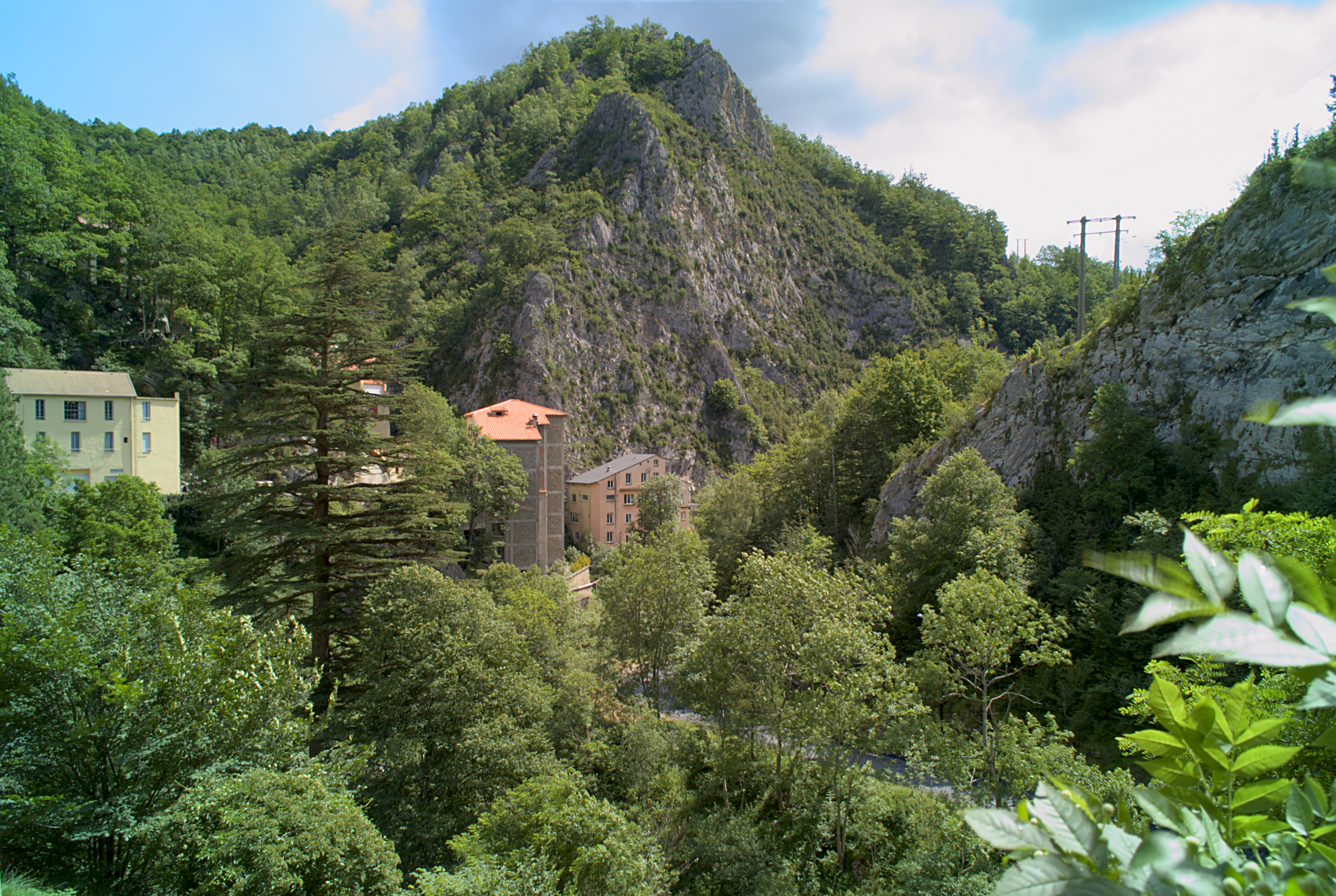
Vista de conjunt dels Banys de la Presta

Els Banys de la Presta, antigament de na Presta i de ses Allades, és una estació termal i veïnat de la comuna de Prats de Molló i la Presta, de la comarca nord-catalana del Vallespir.
Es troba a uns 5 quilòmetres a ponent del cap de la comuna, la vila de Prats de Molló, a la riba esquerra del Tec. És a l'oest del poble de la Presta i al nord-oest del veïnat de la Farga.
És una entitat de població moderna, bàsicament de darreries del segle xix, constituïda per establiments termals i hotelers. La major part formen una renglera d'edificacions de nord a sud, amb les façanes a llevant, situada a l'esquerra del Tec i majoritàriament a la dreta del Còrrec del Mas Brixot. Aproximadament en el centre del veïnat hi ha la capella de Sant Roc dels Banys de la Presta, situada davant de la renglera d'edificacions esmentada, i a l'esquerra del mateix còrrec.